# Museu Santa Anna de Lübeck
El Museu Santa Anna de Lübeck es troba a Lübeck, Alemanya, en una antiga abadia de monges de l’orde de Sant Agustí, que es troba al costat de l'església de Saint-Gilles.

## Història
L'abadia de maons vermells es va construir just abans de la Reforma Protestant, entre el 1502 i el 1515, d'estil gòtic tardà, i la seva capella dedicada a santa Anna, mare de Maria, mare de Jesús. L'última monja va fugir el 1532, després de diversos anys de procediments de prohibició de les ordres catòliques. L'antiga abadia es va transformar el 1610 en una llar per a necessitats, i després una part en una presó. Es va ampliar el 1778 per donar cabuda a més presoners.
Un incendi va destruir part dels edificis el 1843. S'han restaurat, excepte la capella, de la qual encara queden alguns elements. L'antic claustre, el refectori, la sala capitular, etc. encara són visibles avui dia i restaurades.
El 1912, el senat de Lübeck va decidir convertir Santa Anna en museu, que es va inaugurar el 1915. El 2004 es va afegir la Kunsthalle St. Anne per a art contemporani. Des del 2013, el districte del museu Santa Anna de Lübeck ha dut a terme la comercialització del museu Santa Anna i Kunsthalle,

## Col·leccions del museu Santa Anna

### Art sagrat de l'edat mitjana
El Museu de Santa Anna alberga la col·lecció de políptics més important d'Alemanya, com ara l'altar de Grönau, l'únic altar medieval conservat de Lübeck. La majoria dels altars van ser donats a capelles o esglésies de convents per gremis de comerciants hanseàtics, com l'església de Santa Caterina. Podem notar els altars superats per políptics, com ara:
- Altar de Sant Lluc, pintat per Hermen Rode
- Altar del viatger d'Escània, de Bernt Notke
- Altar de Sant Antoni, de Benedikt Dreyer
- Altar de la Passió, pintat per Hans Memling, que va ser donat a la catedral de Lübeck per la família Greverade.
- Altar familiar de Hinrich Kerckring, de Jacob van Utrecht

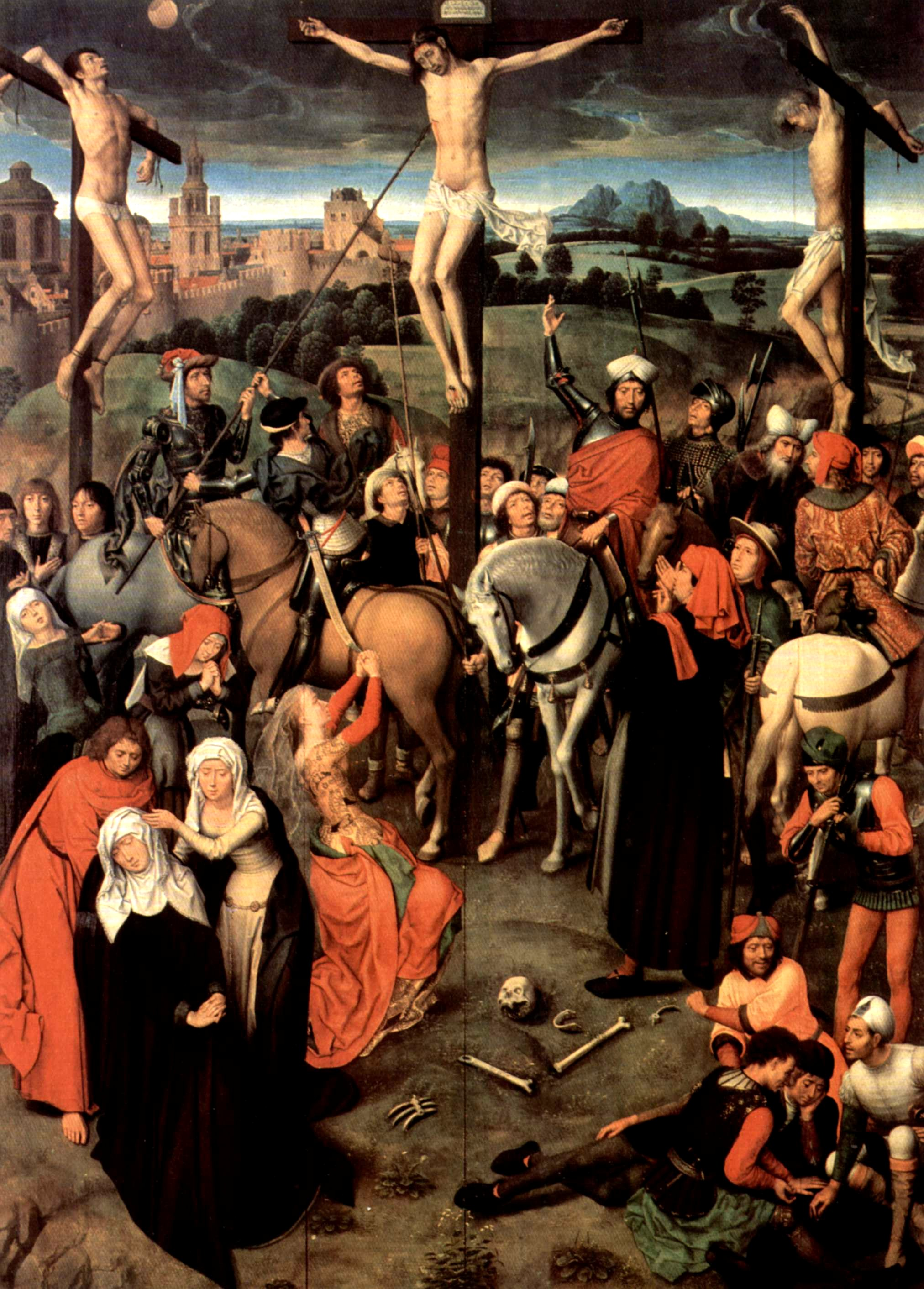
Altar de la Passió de Memling (panell central)

També destaquem el grup de Sant Jordi (1504), encàrrec de l'ermita de Saint-Jürgen, per l'escultor Henning von der Heyde. El museu alberga un lapidari d'Art romànic i gòtic. La peça més notable és la de la Mare de Déu de Niendorf, esculpida per Johannes Junge, trobada en un graner de Lübeck el 1926. També podem distingir La paràbola de les deu verges que es trobava a la capella del castell de Lübeck i la col·lecció paramentística, la majoria de les seves peces provenen de Santa Maria de Danzig (avui Gdańsk).
A més d'aquestes grans obres, també hi ha diverses col·leccions d'objectes de joieria, de plata, metall, terrissa (de les fàbriques Stockelsdorf, Kellinghusen i Stralsund), de la porcellana de Meissen o de Fürstenberg i que hi ha moltes peces que componen la decoració dels interiors de les cases de rics comerciants de la Lliga Hanseàtica.
Des dels anys vint es va començar a reunir una col·lecció de fotografies per Carl Georg Heise, un dels primers directors del museu, incloent-hi 212 fotos d’Albert Renger-Patzsch o les d'Hugo Erfurth.

## Kunsthalle
Just al costat del museu hi ha la Kunsthalle St. Anne, construïda el 2004 sobre les ruïnes de l'antiga capella, que alberga col·leccions d'art contemporani, inclosa la de Leonie von Rüxleben (1920-2005) i més de mil tres-cents autoretrats moderns.

## Galeria

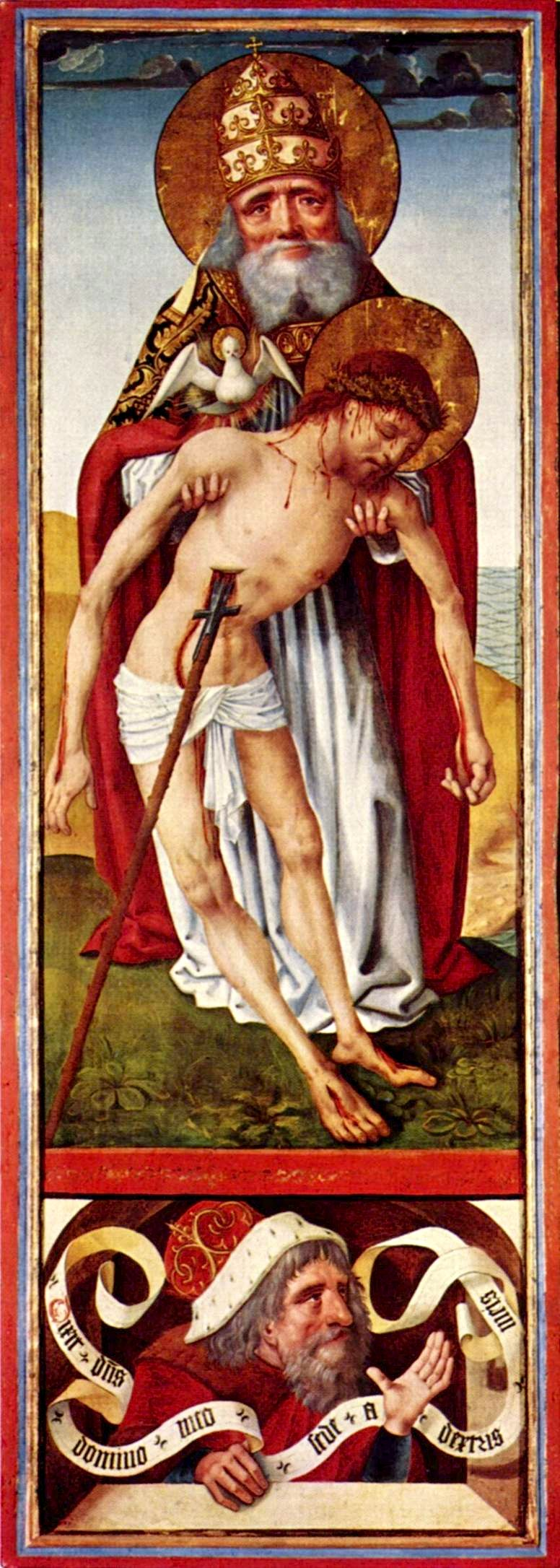
Altar del viatger de Scania (detall), La Trinitat de Bernt Notke
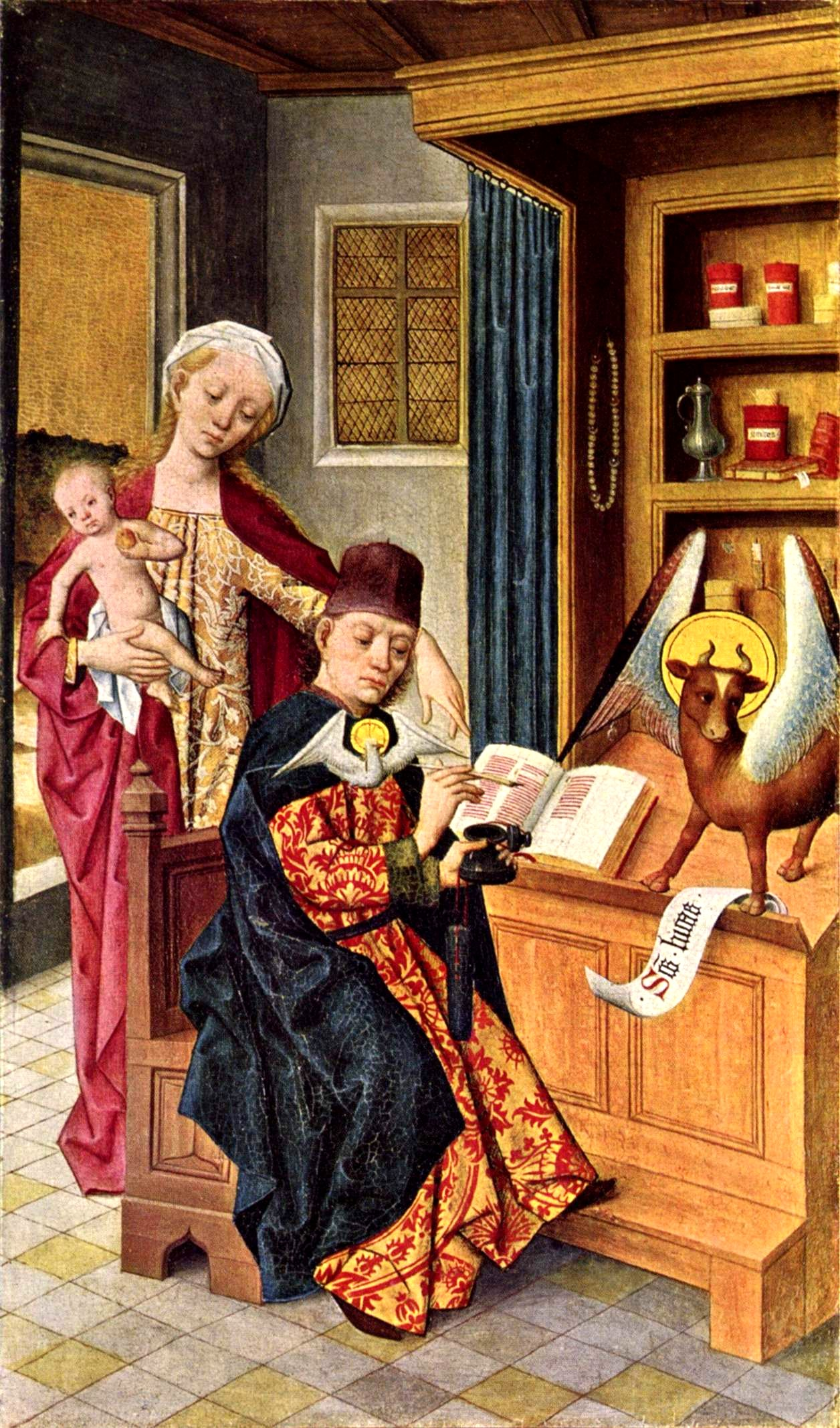
Altar de Sant Lluc (detall), sant Lluc escrivint el seu Evangeli ajudat per la Verge, per Hermen Rode
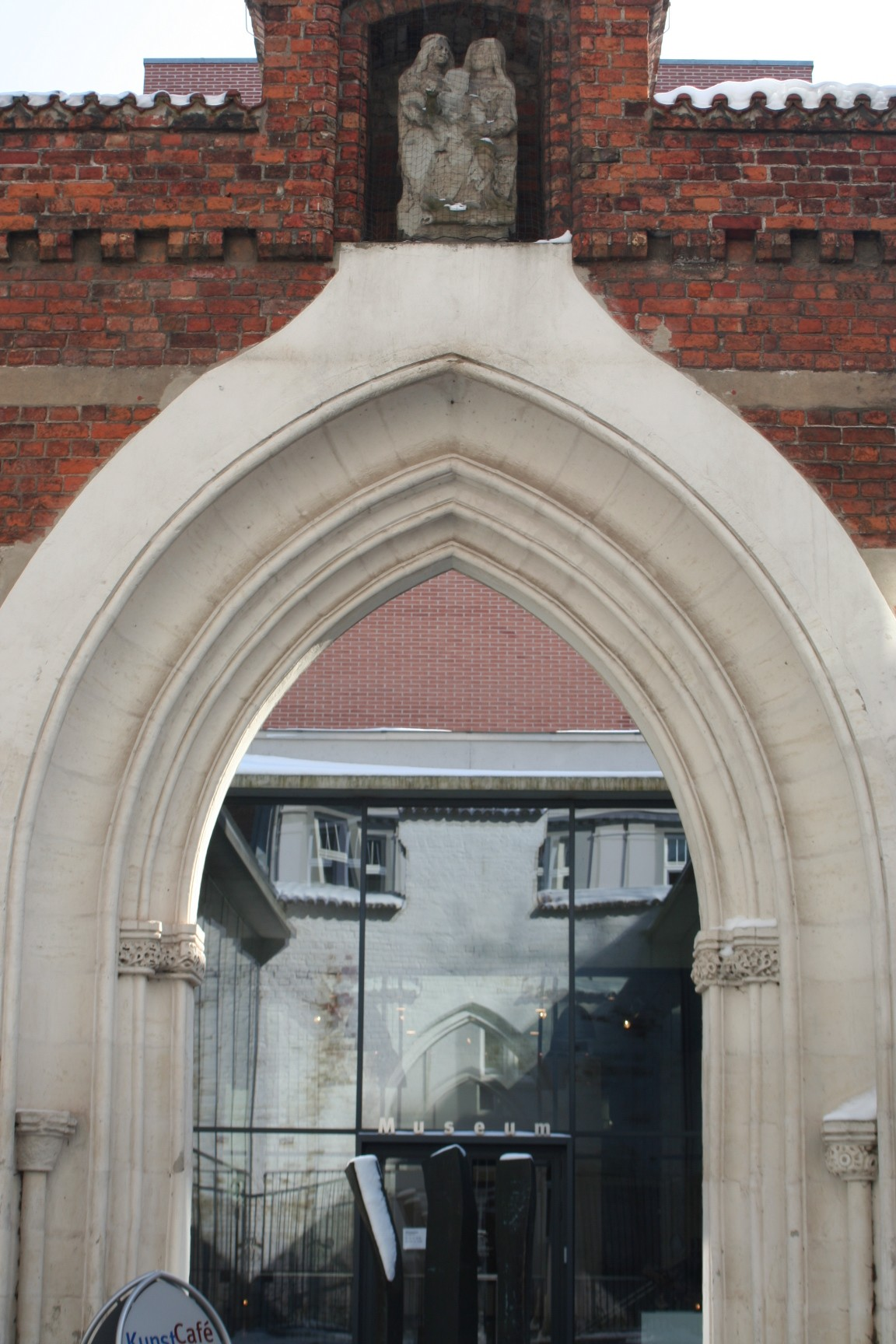
Portal de Sainte-Anne
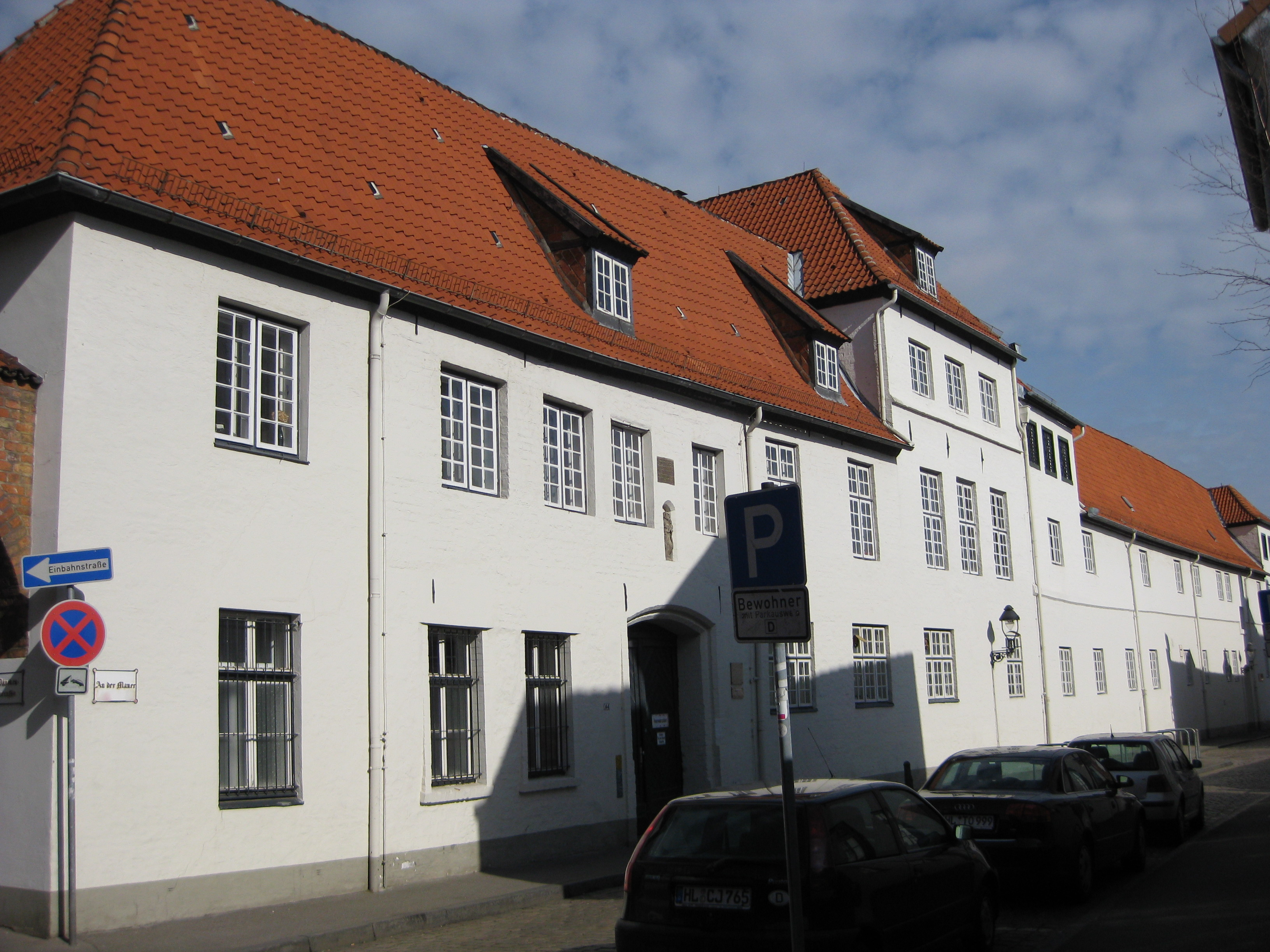
Edificis del museu a l'antiga abadia